# Spillern
Spillern ist eine österreichische Marktgemeinde mit 2644 Einwohnern (Stand 1. Jänner 2025) im Bezirk Korneuburg in Niederösterreich.

## Geografie
Spillern liegt im Weinviertel in Niederösterreich, östlich von Stockerau und 22 km nordwestlich von Wien. Die Fläche der Marktgemeinde umfasst 12,7 Quadratkilometer. 46,66 Prozent der Fläche sind bewaldet. Im Süden grenzt Spillern an die Donau.

### Gemeindegliederung
Es gibt die Katastralgemeinde Spillern.

### Nachbargemeinden
|           | Leitzersdorf                                |                |
| Stockerau | Kompassrose, die auf Nachbargemeinden zeigt | Leobendorf     |
|           | St. Andrä-Wördern                           | Klosterneuburg |

## Geschichte
- 1230 – Erste namentliche urkundliche Erwähnung unter „Spilarn“[2]
- 1363 – Die Hardegg Grafen-Dynastie ist Besitzerin von Spillern
- vor 1400 – Maissauische Besitzungen in Spillern
- 1451 bis ins 16. Jahrhundert – Besitzungen der Zelking von Sierndorf in Spillern
- 1482/84 – Heerlager bei der Belagerung von Korneuburg durch den Ungarkönig Matthias Corvinus
- um 1600 – bestand schon ein Schafflerhof und ein Jägerhaus
- 1683 – Drill und Exerzierplatz in Spillern für die Umgebung aufgrund der Türkenbelagerung
- 1750 – wird die Holzkapelle „Mariahilf“ errichtet
- 1755 – Rudolf Graf Colloredo kauft die Herrschaft Sierndorf samt den Besitzungen in Spillern
- 1831 – die Holzkapelle wird durch einen Steinbau ersetzt
- 1849 – Spillern und Grafendorf werden eine Ortsgemeinde
- 1841/42 – Bau des Bahndammes für die Nordwestbahn
- 1855 – Beginn der industriellen Tätigkeitdurch Leopold Harmer (Branntweinbrennergewerbe)
- 1872 – Gründung der Freiwilligen Feuerwehr
- 1883 – eigenständige Gemeinde
- 1902 – der Friedhof wird eingeweiht
- 1949 – Gründung der Kalenderfabrik Schretzmayer
- 1965/66 – Bau einer neuen Kirche und Gründung der Pfarre
- 1992 – Errichtung eines neuen Feuerwehrhauses
- 2003 – Erhebung zur Marktgemeinde
- 2006 – Spillern wird Teil der Kleinregion 10 vor Wien.
- 2009 – Spillern hat erstmals über 2000 Einwohner

### Bevölkerungsentwicklung
| Spillern: Einwohnerzahlen von 1869 bis 2025         | Spillern: Einwohnerzahlen von 1869 bis 2025 | Spillern: Einwohnerzahlen von 1869 bis 2025 | Spillern: Einwohnerzahlen von 1869 bis 2025 | Spillern: Einwohnerzahlen von 1869 bis 2025 |
| --------------------------------------------------- | ------------------------------------------- | ------------------------------------------- | ------------------------------------------- | ------------------------------------------- |
| Jahr                                                |                                             |                                             |                                             | Einwohner                                   |
| 1869                                                | 1869                                        |                                             | 494                                         | 494                                         |
| 1880                                                | 1880                                        |                                             | 543                                         | 543                                         |
| 1890                                                | 1890                                        |                                             | 609                                         | 609                                         |
| 1900                                                | 1900                                        |                                             | 680                                         | 680                                         |
| 1910                                                | 1910                                        |                                             | 712                                         | 712                                         |
| 1923                                                | 1923                                        |                                             | 785                                         | 785                                         |
| 1934                                                | 1934                                        |                                             | 777                                         | 777                                         |
| 1939                                                | 1939                                        |                                             | 872                                         | 872                                         |
| 1951                                                | 1951                                        |                                             | 866                                         | 866                                         |
| 1961                                                | 1961                                        |                                             | 905                                         | 905                                         |
| 1971                                                | 1971                                        |                                             | 1.210                                       | 1.210                                       |
| 1981                                                | 1981                                        |                                             | 1.346                                       | 1.346                                       |
| 1991                                                | 1991                                        |                                             | 1.506                                       | 1.506                                       |
| 2001                                                | 2001                                        |                                             | 1.718                                       | 1.718                                       |
| 2011                                                | 2011                                        |                                             | 2.132                                       | 2.132                                       |
| 2021                                                | 2021                                        |                                             | 2.442                                       | 2.442                                       |
| 2025                                                | 2025                                        |                                             | 2.644                                       | 2.644                                       |
| Quelle(n): Statistik Austria, Gebietsstand 1.1.2021 |                                             |                                             |                                             |                                             |

Spillern hat als Teil des Wiener Umlandes ein besonders starkes Bevölkerungswachstum. Die Zuwächse werden auch in den nächsten Jahrzehnten anhalten. Die Zunahme der Bevölkerung wird durch eine positive Geburtenbilanz, vor allem aber eine sehr hohe Wanderungsbilanz verursacht. In den zehn Jahren von 2001 bis 2011 gab es um 34 Geburten mehr als Todesfälle, es zogen aber 380 Personen mehr nach Spillern als von Spillern wegzogen.

## Kultur und Sehenswürdigkeiten

### Bauwerke

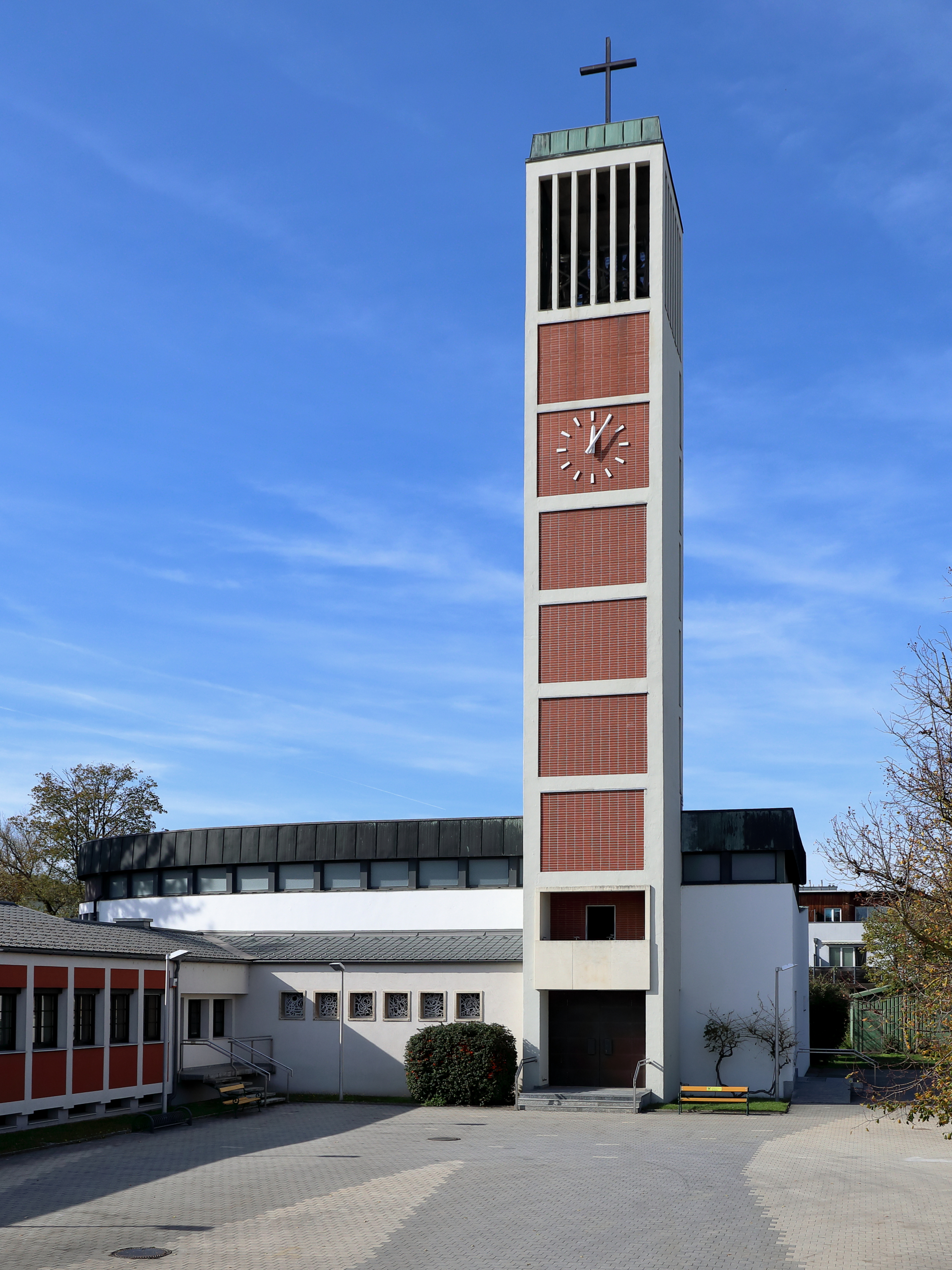
Pfarrkirche Spillern

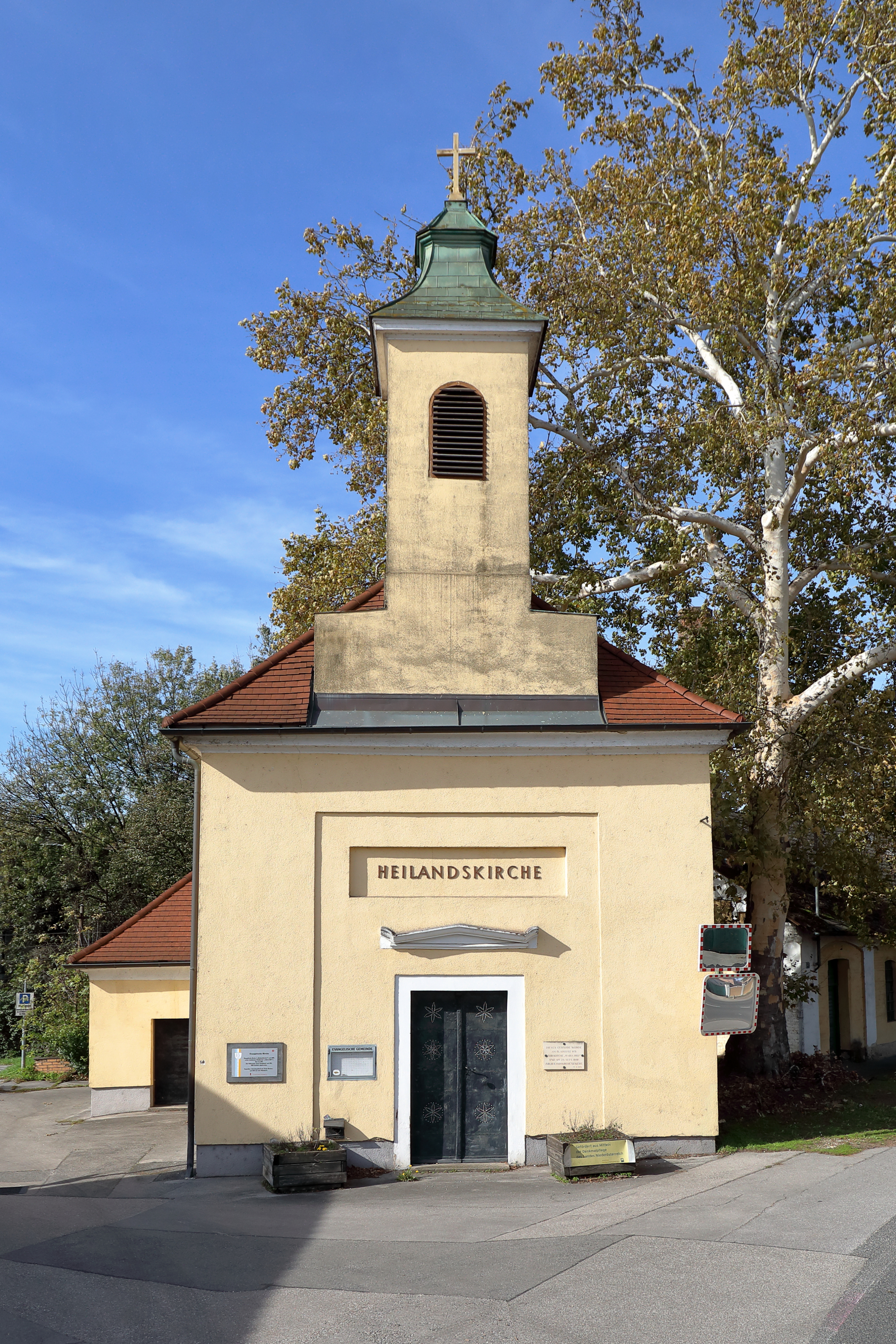
Heilandskirche Spillern

- Katholische Pfarrkirche Spillern: Die Pfarrkirche wurde 1965 fertiggestellt und 1966 zur Pfarrkirche erhoben.
- Evangelische Heilandskirche Spillern: Die ehemalige katholische Kapelle wurde der evangelischen Gemeinde nach dem Neubau überlassen und gehört heute zum Pfarrgebiet der Evangelischen Pfarrgemeinde A. u. H. B. Stockerau.

### Sport
- Golfplatz Spillern: Spillern hat auch einen eigenen Golfplatz, der abgeschieden in der Nähe der Nachbarortschaft Wiesen liegt.
- Sportplatz/Fußballplatz: Der Heimplatz des SV Spillern, dieser wurde 1922 gegründet
- Asphaltstockbahn: Neben dem Sportplatz steht eine Asphaltstockbahn mit 4 Bahnen zur Verfügung.
- Beachvolleyballplatz: Neben der Asphaltstockanlage gibt es in Spillern einen Beachvolleyballplatz.
- Tennisplatz: Seit 2001 besitzt Spillern eine Tennisanlage, seit 2009 mit 3 Plätzen – die Heimstätte des TC Spillern

## Wirtschaft und Infrastruktur

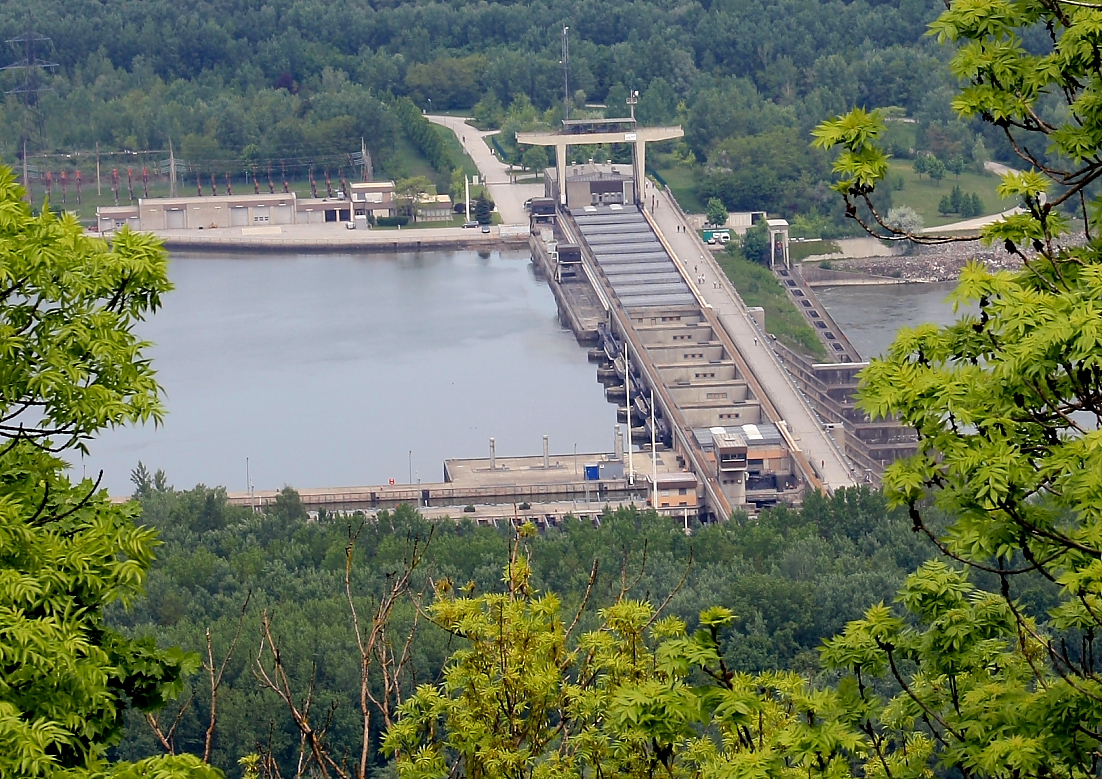
Kraftwerk Greifenstein

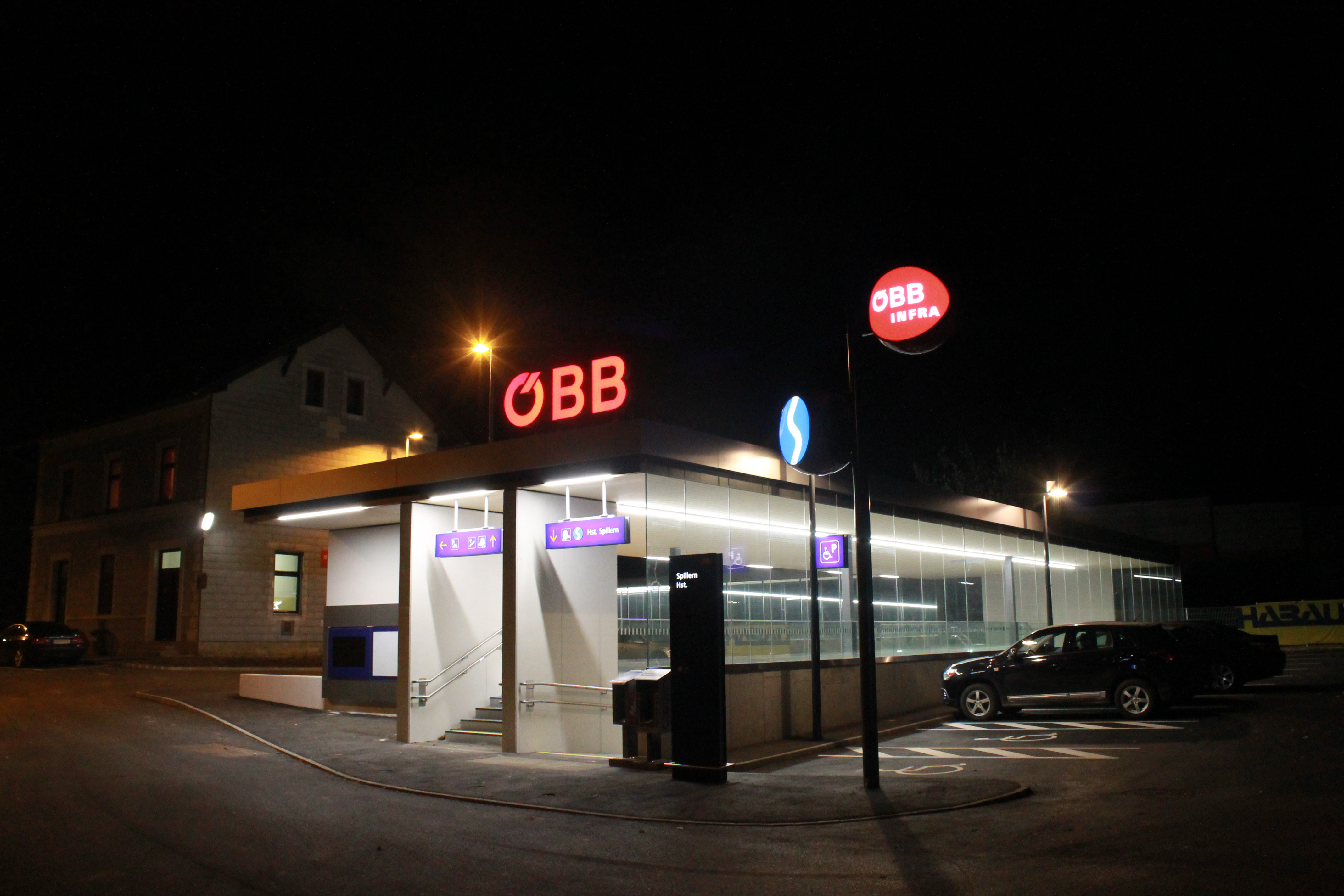
Bahnhof Spillern (Bahnkilometer 22,5 der Nordwestbahn)

Nichtlandwirtschaftliche Arbeitsstätten gab es im Jahr 2001 82, land- und forstwirtschaftliche Betriebe nach der Erhebung 1999 7. Die Zahl der Erwerbstätigen am Wohnort betrug nach der Volkszählung 2001 800. Die Erwerbsquote lag 2001 bei 48,25 Prozent.
- Kraftwerk Greifenstein
- Im Jahre 2010 wurde in Spillern durch die EVN Wärme ein Biomasseheizwerk errichtet. In der ersten Ausbaustufe werden Gemeindezentrum, Kindergärten, Volksschule und einige Wohnhäuser (insgesamt ca. 125 Wohneinheiten) mit Fernwärme versorgt. Der Hackguteinsatz beträgt jährlich rund 1000 Schüttraummeter.[5][6]

### Öffentliche Einrichtungen
In Spillern befinden sich zwei Kindergärten und eine Volksschule.

### Sonstiges
- Auf einem Gestüt wird die alte, aber heute gefährdete Pferderasse der Kladruber gezüchtet.

## Politik

### Gemeinderat
| Wahljahr | Mitglieder | SPÖ | ÖVP | FPÖ | Grüne |
| -------- | ---------- | --- | --- | --- | ----- |
| 1990     | 19         | 13  | 6   | -   | -     |
| 1995     | 19         | 14  | 5   | -   | -     |
| 2000     | 19         | 14  | 4   | 1   | -     |
| 2005     | 19         | 15  | 3   | 1   | -     |
| 2010     | 19         | 13  | 4   | 1   | 1     |
| 2015     | 21         | 13  | 5   | 2   | 1     |
| 2020     | 21         | 13  | 5   | 1   | 2     |
| 2025     | 21         | 15  | 3   | 2   | 1     |

### Bürgermeister
In Spillern wirk(t)en folgende Bürgermeister:
|                     |                     | Amtszeit   | Amtszeit   | Partei | geboren    | geboren           | gestorben  | gestorben |
| Name                | Beruf               | von        | bis        | Partei | am         | in                | am         | in        |
| ------------------- | ------------------- | ---------- | ---------- | ------ | ---------- | ----------------- | ---------- | --------- |
| Georg Führer        | Bauer               | 1883       | 1886       | -      | 24.12.1823 | Spillern          | 16.10.1899 | Spillern  |
| Wenzel Matauschek   | Kaufmann            | 1886       | 1888       | -      | 8.11.1831  | Vanice (Böhmen)   | 26.09.1910 | Spillern  |
| Leopold Karl        | Bauer               | 1888       | 1889       | -      | 7.7.1841   | Spillern          | 26.12.1909 | Spillern  |
| Johann Lutz         | Gastwirt            | 1889       | 1893       | -      | 2.8.1835   | Spillern          | 20.11.1896 | Spillern  |
| Leopold Harmer      | Fabriksbesitzer     | 8.4.1893   | 1.4.1895   | -      | 30.8.1826  | Spillern          | 1.4.1895   | Meran     |
| Joseph Schleps      | Wirtschaftsbesitzer | 16.4.1895  | 27.03.1919 | CSP    | 19.3.1852  | Spillern          | 17.12.1934 | Spillern  |
| Michael Steinhauser | Bauer               | 27.03.1919 | 06.07.1919 | CSP    | 24.9.1862  | Spillern          | 13.05.1930 | Stockerau |
| Franz Tafler        | Eisenbahner         | 06.07.1919 | 04.05.1923 | SDAP   | 1.6.1879   | Velesice (Böhmen) | 24.07.1933 | Wien      |
| Karl Gratzl         | Zimmermann          | 04.05.1923 | 23.12.1924 | SDAP   | 28.10.1882 | Spillern          | 16.05.1931 | Stockerau |
| Josef Toifelhart    | Bauer               | 23.12.1924 | 21.03.1938 | CSP    | 22.7.1884  | Spillern          | 09.11.1938 | Stockerau |
| Johann Schrom       | Großbauer           | 21.03.1938 | 08.05.1945 | NSDAP  | 29.7.1891  | Bransouze         | 28.09.1956 | Stockerau |
| Edmund Stoeger      | Arbeiter            | 09.05.1945 | 23.06.1945 | SPÖ    | 29.6.1896  | Stattersdorf      | 31.01.1959 | Wien      |
| Josef Bittner       |                     | 23.06.1945 | 13.06.1947 | SPÖ    | 04.08.1900 | Stockerau         | 15.12.1970 | Stockerau |
| Karl Wimmer         | Eisenbahner         | 13.06.1947 | 25.04.1975 | SPÖ    | 16.12.1904 | Spillern          | 31.08.1984 | Stockerau |
| Karl Sablik         | Hochschulassistent  | 25.04.1975 | 12.04.2010 | SPÖ    | 24.12.1942 | Spillern          | 04.04.2024 | Spillern  |
| Thomas Speigner     | techn. Angestellter | 12.04.2010 |            | SPÖ    | 04.09.1981 | Wien              |            |           |

### Gemeindewappen
Der Gemeinde wurde 1980 folgendes Wappen verliehen: In Blau ein goldener aufgerichteter Leopard, einen Streitkolben vor sich haltend.
Das Wappen basiert auf dem Wappen der Familie Gurland, die auf einen Hofdiener Kaiser Maximilians zurückgeht.

### Gemeindepartnerschaften
- seit 1991 ist Kanice in Tschechien die Partnergemeinde von Spillern.[19]

## Persönlichkeiten
- Gustav Harmer junior (* 1934), Industrieller und Naturschützer
- Leopold Harmer (1869–1945), Arzt
- Heinrich Hilgenreiner (1870–1953), Chirurg und Orthopäde, lebte ab 1946 in Spillern
- Monika Riha (* 1956), Politikerin